# Rubona
Rubona, également péninsule de Rubona, est un quartier situé au sud de la ville de Gisenyi, dans le district de Rubavu (province de l'Ouest), au Rwanda.

## Géographie
Rubona est au bord du lac Kivu, à environ 4 km au sud du quartier central des affaires de Gisenyi et au nord de Kigufi.
Les collines escarpées de Rubona s'élèvent abruptement de l'estran du lac et sont occupées par un tissu de petites propriétés familiales et de parcelles de jardins. La rive du lac est généralement rocheuse, avec occasionnellement quelques zones sablonneuses et des endroits propices à la baignade, ce qui attire de nombreux visiteurs, surtout le week-end.

### Curiosités
On trouve des sources chaudes naturelles à Rubona. Elles sont utilisées pour faire bouillir les pommes de terre et sont censées guérir une variété de maladies.